# ZSCAN16
ZSCAN16 (англ. Zinc finger and SCAN domain containing 16) – білок, який кодується однойменним геном, розташованим у людей на 6-й хромосомі. Довжина поліпептидного ланцюга білка становить 348 амінокислот, а молекулярна маса — 40 792.
| 10         |  | 20         |  | 30         |  | 40         |  | 50         |
| ---------- |  | ---------- |  | ---------- |  | ---------- |  | ---------- |
| MTTALEPEDQ |  | KGLLIIKAED |  | HYWGQDSSSQ |  | KCSPHRRELY |  | RQHFRKLCYQ |
| DAPGPREALT |  | QLWELCRQWL |  | RPECHTKEQI |  | LDLLVLEQFL |  | SILPKDLQAW |
| VRAHHPETGE |  | EAVTVLEDLE |  | RELDEPGKQV |  | PGNSERRDIL |  | MDKLAPLGRP |
| YESLTVQLHP |  | KKTQLEQEAG |  | KPQRNGDKTR |  | TKNEELFQKE |  | DMPKDKEFLG |
| EINDRLNKDT |  | PQHPKSKDII |  | ENEGRSEWQQ |  | RERRRYKCDE |  | CGKSFSHSSD |
| LSKHRRTHTG |  | EKPYKCDECG |  | KAFIQRSHLI |  | GHHRVHTGVK |  | PYKCKECGKD |
| FSGRTGLIQH |  | QRIHTGEKPY |  | ECDECGRPFR |  | VSSALIRHQR |  | IHTANKLY   |

A: Аланін

C: Цистеїн

D: Аспарагінова кислота

E: Глутамінова кислота

F: Фенілаланін

G: Гліцин

H: Гістидин

I: Ізолейцин

K: Лізин

L: Лейцин

M: Метіонін

N: Аспарагін

P: Пролін

Q: Глутамін

R: Аргінін

S: Серин

T: Треонін

V: Валін

W: Триптофан

Задіяний у таких біологічних процесах, як транскрипція, регуляція транскрипції. 
Білок має сайт для зв'язування з іонами металів, іоном цинку, ДНК. 
Локалізований у ядрі.